# 桑給巴爾國旗

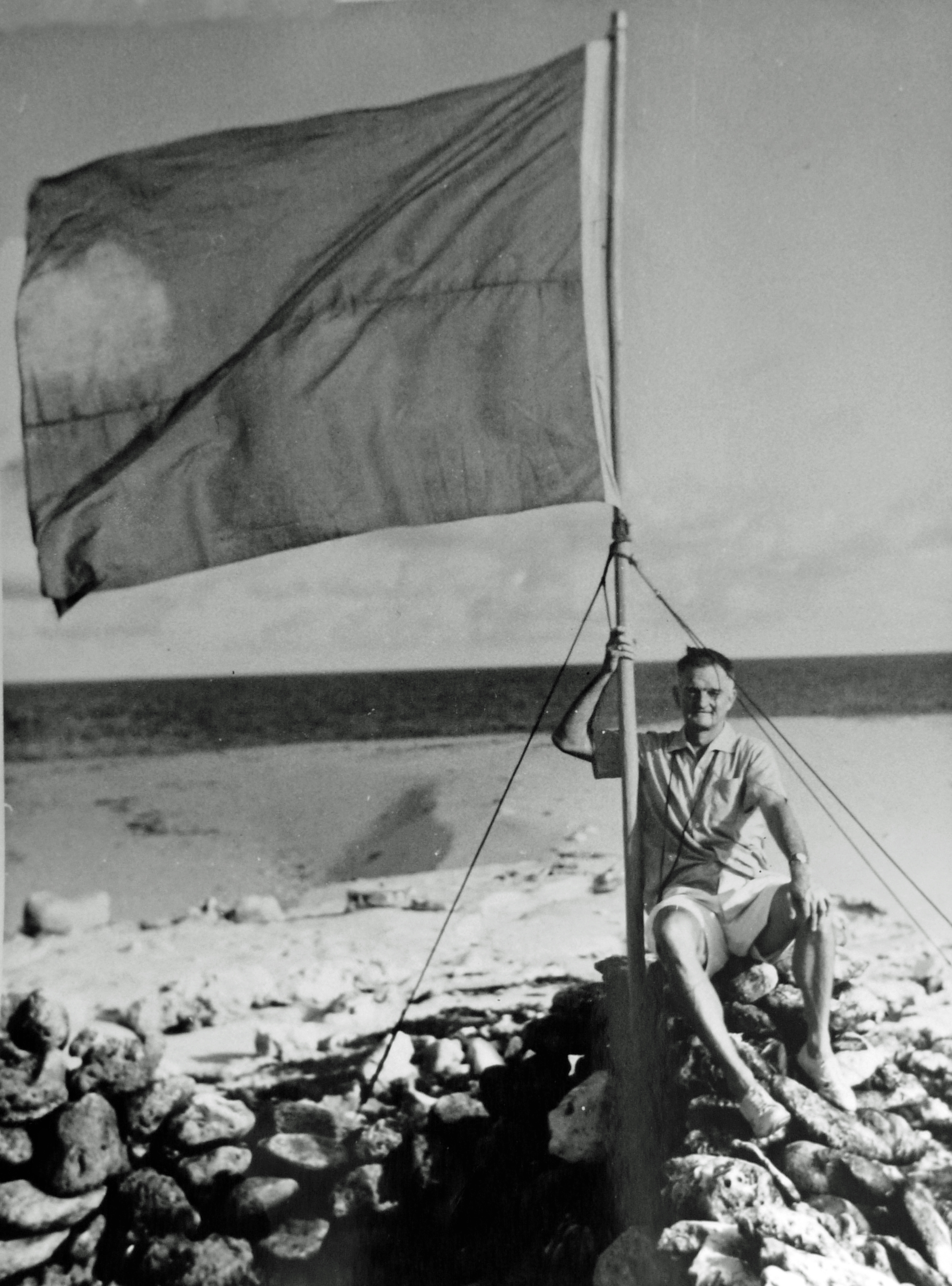
1964年在莱瑟姆岛上飞行的桑给巴尔苏丹国的平原红旗。

桑给巴尔自治区区旗 于2005年1月9日通过。 桑吉巴國旗是一面三色旗，自上而下為藍色、黑色、綠色條紋。左上角是坦桑尼亞國旗。桑吉巴在歷史上曾使用過多個其他國旗。

## 历史旗帜
历史上桑给巴尔是马斯喀特和阿曼的苏丹国的一部分，从1698年就开始使用一面普通的红旗。桑给巴尔的马吉德·本典·赛义德宣布主权独立；建立了桑给巴尔苏丹国，1856年11月2日宣告独立，但没有采用新的旗帜。 在英国保护国期间，红旗仍在使用。 当桑给巴尔于1963年12月10日从英国获得独立时，一面带有两个黄色丁香的绿色圆盘被加入旗帜。
1964年1月12日，桑给巴尔岛的革命领导人约翰奥克洛起义推翻了作为桑给巴尔苏丹的桑给巴尔的贾斯希德·本·阿卜杜拉；并采用黑黄蓝三色作为人民共和国的旗帜。作为新政权桑给巴尔和奔巴人民共和国的官方标志。 1月29日，该国的国旗改为蓝色 、黑色、绿三色样式，旗帜上有一条细白条纹。  这种设计基于非洲-设拉子党的旗帜，是独立后旗帜中寿命最长的，最终形成了当前旗帜的基础。 1964年4月26日，桑给巴尔与坦噶尼喀联合组建了名为坦桑尼亚联合共和国的新国家，桑给巴尔的旧国旗不再使用。
- 1856年10月19日至1896年8月27日
- 1896年8月27日至1963年12月10日
- 1963年12月10日至1964年1月12日
- 1964年1月12日至1964年1月29日
- 1964年1月29日至1964年4月26日
- 1964年4月27日至2005年1月8日